# Anđelko Habazin
Anđelko Habazin (Zagreb, 7. studenoga 1924. – Zadar, 6. listopada 1978.) bio je hrvatski filozof.

## Životopis
Diplomirao je filozofiju 1954. na Filozofskom fakultetu u Zagrebu. Doktorirao je 1962. na sarajevskom Filozofskom fakultetu. Predavao je na Višoj pedagoškoj školi u Banjoj Luci, a onda na Filozofskom fakultetu u Zadru od 1974 do 1978. U filozofiji se bavio posebno pitanjima povijesti znanosti, te Bergsonovom teorijom »élan vital« i Hegelom.

## Vanjske poveznice
- LZMK / Hrvatski biografski leksikon: Habazin, Anđelko  Arhivirana inačica izvorne stranice od 5. ožujka 2016. (Wayback Machine)